# Сукман, Родион
Родион Сукман (англ. Rodion Sucman; род.17 августа 1986 года, с. Кирсово Комратского района, Молдавская ССР) — молдавский стронгмен и пауэрлифтер. Обладатель звания самого сильного человека Молдовы , победитель соревнований Strongman в Румынии (2017-2019),  серебряный призёр кубка мира по мас-рестлингу (2012), участник и призёр международных соревнований среди стронгменов Strongman Champions League, участник Arnold Strongman Classic (2018).

## Биография
Родион Сукман родился 17 августа 1986 года в Кирсово в Молдавии.
С раннего возраста Родион Сукман любил и восхищался богатырями, их подвигами, их нереальной силой и размерами. В 90-х годах стал подымать различные тяжелые предметы, например, одноосный прицеп от трактора, вес которого составлял 1200 кг, а со временем еще и добавлял в него корни деревьев и шпалеры. В 16-летнем возрасте стал заниматься тренировками в Комрате. В 10 классе он весил уже 106 кг, а в возрасте 17 лет я впервые поднял 200 кг.
Свой первый чемпионат по пауэрлифтингу Родион Сукман выиграл в 18 лет, когда он стал чемпионом Молдовы среди юниоров, а затем и среди взрослых.
В 2012 году он выиграл этап кубка мира по мас-рестлингу в Москве. На чемпионате мира по мас-рестлингу занял 5 место среди участников из 45 стран.
В этом же году занял первое место на соревнованиях по пауэрлифтингу по жиму лежа на Black Sea International Bench Press Cup (UDFPF).
В 2014 году Родион участвовал в шоу «Moldova are talent» и «Romania are talent».
В 2015 году установил рекорд сдвинув с места 10 автомобилей на 4,5 метра (предыдущий рекорд был 3 метра).
В этом же году поставил рекорд Молдовы протянув 17-тонный троллейбус.
В 2017 году занял 1 место в Strongman Румыния в г. Карей и г. Мамая, получил звание «самого сильного человека Румынии».
Родион участвовал в соревнованиях международной лиги Strongman champions league (SCL) Румыния, Сибиу (2017), где по итогам занял 3 место.
В следующем 2018 году — Strongman champions league (SCL) Златибор, Сербия (2018) — 7 место.
В 2018 году участвовал на турнире Арнольд классик, который проходит в США. На этом турнире Родион за 17 секунд пробежал 25 метров с грузом 420 кг.
В 2019 году победил в Strongman в Румынии.